# Union sportive changéenne
Pour les articles homonymes, voir USC.
Actualités
L'Union sportive changéenne est un club français de football basé à Changé, en Mayenne. Le club évolue depuis 2019 en National 3, cinquième division du football français. 

## Historique
Champion de Maine de Promotion d'Honneur en 1994, l'US Changé ne s'attarde pas longtemps en DHR en rejoignant dès 1995-1996 la Division d'Honneur du Maine. Entre 2000 et 2006, le club enlève trois titres régionaux lui permettant d'évoluer en CFA2. L'adaptation à ce niveau semble acquise depuis 2006, le club enchaînant au moins quatre saisons consécutives au niveau national contre trois entre 2000-2001 et 2002-2003 plus une en 2004-2005. En 2007-2008, Changé termine 4e du groupe G de CFA2 après une sixième place la saison précédente.
En Coupe de France, le meilleur résultat est enregistré en 2002 avec un 16e de finale perdu 0-3 face au Stade de Reims. Lors de l'édition 2008-2009, l'US changéenne atteint le 8e tour préliminaire (défaite 2-4 face au Stade brestois 29 qui évolue alors en Ligue 2). Changé était le dernier club mayennais encore en compétition cette année-là. Lors de la saison 2011-2012, le club atteint une nouvelle fois le 8e tour préliminaire de la Coupe face à l'US Montagnarde.
Par la création en 2005 d'un nouveau complexe composé d'un terrain synthétique et d'un terrain en gazon « La Grande Lande », l'US Changé a su augmenter sa renommée en Mayenne. La formation active de ses jeunes par des entraîneurs de qualité pourrait lui valoir à l'avenir une renommée aussi forte que celle du Stade lavallois qui possède un centre de formation reconnu. Bertrand Girard, nommé directeur sportif en 2010, incarne l'excellence de cette formation. Éducateur au club depuis 2000, il s'est qualifié en passant ses diplômes. Aujourd'hui titulaire du DEF (Diplôme d'entraîneur Fédéral), il est entraîneur de l'équipe première et manager général du club jusqu'à son remerciement en 2022.
La saison 2013/2014 marque un tournant au sein du club. En effet, la formation porte ses fruits en termes de résultats. L'équipe première, bien que malmenée toute la saison ou presque en championnat, remporte la Coupe du Maine en sortant notamment La Suze FC en 1/4 Finale et Le Mans FC en 1/2 Finale. L'équipe B est championne de DSR et remporte le Challenge des réserves. L'équipe C accède au championnat DRH. Les U19 sont champions de DH et montent en championnat national. Les U17 sont champions de DH.
À l'issue du championnat DH Maine 2014/2015, l'US Changé accède à nouveau au championnat national en étant sacrée championne de Division d'Honneur pour la 4e fois de son histoire. Elle échoue dans sa tentative de doublé en s'inclinant en finale de la Coupe du Maine face au VS fertois à la suite d'une séance de tirs au but.

## Palmarès
- Champion de DH du Maine : 2000, 2004, 2006 et 2015
- Vainqueur de la Coupe du Maine : 2000, 2014.

## Entraîneurs
- 1991-1992 :  Moussa Dabo
- 1992-1995 :  Alain Desgages
- 1995-2000 : Christian Munch
- 2000-2001 :  Michel Sorin
- 2001-2002 : Pascal Grosbois
- Févr. 2003-2005 :  Philippe Sirvent
- 2005-2007 :  Loïc Lambert
- 2007-mai 2008 : David Baltase
- Mai 2008-oct. 2010 :  Laurent Tomczyk
- Oct. 2010-juin 2011 :  Thierry Goudet
- Juin 2011-déc. 2012 :  Olivier Rebours
- Déc. 2012-mai 2013 :  Franck Haise
- Mai 2013-oct. 2013 :  Hervé Blottière
- Oct. 2013-juin 2014 :  Thierry Goudet
- Juin 2014-2022 :  Bertrand Girard
- mai 2022-août 2022 :  Alain Denis
- août 2022-mars 2023 :  Kévin Garnier
- mars 2023- :  Loïc Even